# Mein Berliner Kind
Mein Berliner Kind ist ein Roman der französischen Schriftstellerin Anne Wiazemsky. Er erschien erstmals 2009 unter dem Titel Mon Enfant de Berlin bei Gallimard. Die deutsche Übersetzung von Grete Osterwald erschien 2010 bei C.H.Beck.

## Handlung
Der Roman spielt sich in der Zeit von August 1944 bis Dezember 1947 ab.  Die siebenundzwanzigjährige Claire, die Tochter des Schriftstellers François Mauriac, ist Sanitäterin und hat sich dem Widerstand gegen die nationalsozialistische Besatzung Frankreichs angeschlossen. In Briefen an ihre Mutter und Einträgen in ihr Tagebuch hält sie die Ereignisse zur Zeit des Kriegsendes fest. So erfährt sie von den Kämpfen in Béziers, während Paris schon befreit ist. Da die Nazis ihre Niederlage nicht kampflos akzeptieren wollen, spitzt sich die Lage in Frankreich nochmals dramatisch zu.
Claire hat zwei Freunde, Jock und André, die an unterschiedliche Orte geschickt wurden und von denen sie nicht sicher ist, ob sie sie jemals wiedersehen kann.
Kurz nach Kriegsende reisen Claire und ihre Freundinnen Rolanne und Mistou in das zerstörte Berlin. Trotz des Elends in der Stadt wird das Ende der Nazi-Diktatur von vielen gefeiert und es ist auch eine Aufbruchsstimmung zu spüren. In Berlin kümmert sich Claire um Flüchtlinge und displaced persons.
In Berlin erliegt Claire dem Charme Yvans, genannt Wia, eines russischstämmigen Franzosen aus dem Adelsgeschlecht Wiazemsky. Dieser bekommt aber bald Schwierigkeiten mit den Besatzungsbehörden, da er Schwarzhandel betreibt und in den 1930er Jahren Mitglied in der Cagoule, einem rechtsextremen französischen Geheimbund, war. In einem schriftlichen Widerspruch an die Behörde, dementiert Wia seine Beteiligung. Seine patriotische Überzeugung versucht er, durch die Schilderung seiner Kriegsgefangenschaft in den Jahren 1940 bis 1945 im nationalsozialistischen Deutschland zu rechtfertigen.
Claire heiratet Wia und wird von ihm schwanger. Bei der Geburt kommt es zu Komplikationen und nur die Hilfe eines deutschen Arztes kann verhindern, dass das Kind nicht stirbt. Wenig später stellt sich heraus, dass dieser Arzt ein hochrangiger Nazi war und wegen Kriegsverbrechen gehängt wurde.
In einem Nachwort erklärt Anne Wiazemsky, die Autorin des Buches, dass es sich bei der Geschichte um die Vorgeschichte ihrer eigenen Geburt handelt und findet den Umstand, dass sie ihr Leben einem nationalsozialistischen Arzt verdankt, reichlich grotesk.

## Kritik
„Um all das darzustellen, wählt Anne Wiazemsky ein Verfahren, dessen sie sich schon in ihrem vorangegangenen Roman bediente. Wie in „Jeune fille“ versetzt sie die literarische Fiktion mit echten Erinnerungsstücken, mit Briefen und Tagebucheinträgen ihrer Mutter. Auf diese Weise entwirft sie Figurenporträts, die teils Dichtung, teils Wahrheit sind und in dem Roman beispielhaft von einem Nachkriegsleben berichten, das man aus deutscher Perspektive so niemals erzählen könnte. Genau darin liegt das Bemerkenswerte dieses Buches.“